# Liudas
Liudas ist ein litauischer männlicher Vorname. Die weibliche Form ist Liuda.

## Personen
- Liudas Jonaitis (* 1954), Politiker und Seimas-Mitglied
- Liudas Mažylis (* 1954), Politikwissenschaftler, Politiker und Professor
- Liudas Mediekša (* 1954), Manager
- Liudas Mockūnas (* 1976), Jazz- und Improvisationsmusiker, Komponist und Musikproduzent
- Liudas Noreika (1884–1928), Jurist, Politiker und Journalist
- Liudas Šukys (* 1972), Kulturpolitiker, Vizeminister